# Кремлінген
Кремлінген (нім. Cremlingen) — сільська громада в Німеччині, розташована в землі Нижня Саксонія. Входить до складу району Вольфенбюттель.
Площа — 59,25 км2. Населення становить 12 959 ос. (станом на 31 грудня 2021).

## Географії

### Адміністративний поділ
Громаду було утворено 1974 року об'єднанням 10 населених пунктів:
- Аббенроде
- Веддель
- Гардессен
- Гемкенроде
- Гордорф
- Дештедт
- Кляйн-Шеппенштедт
- Кремлінген
- Шандела
- Шуленроде

## Галерея

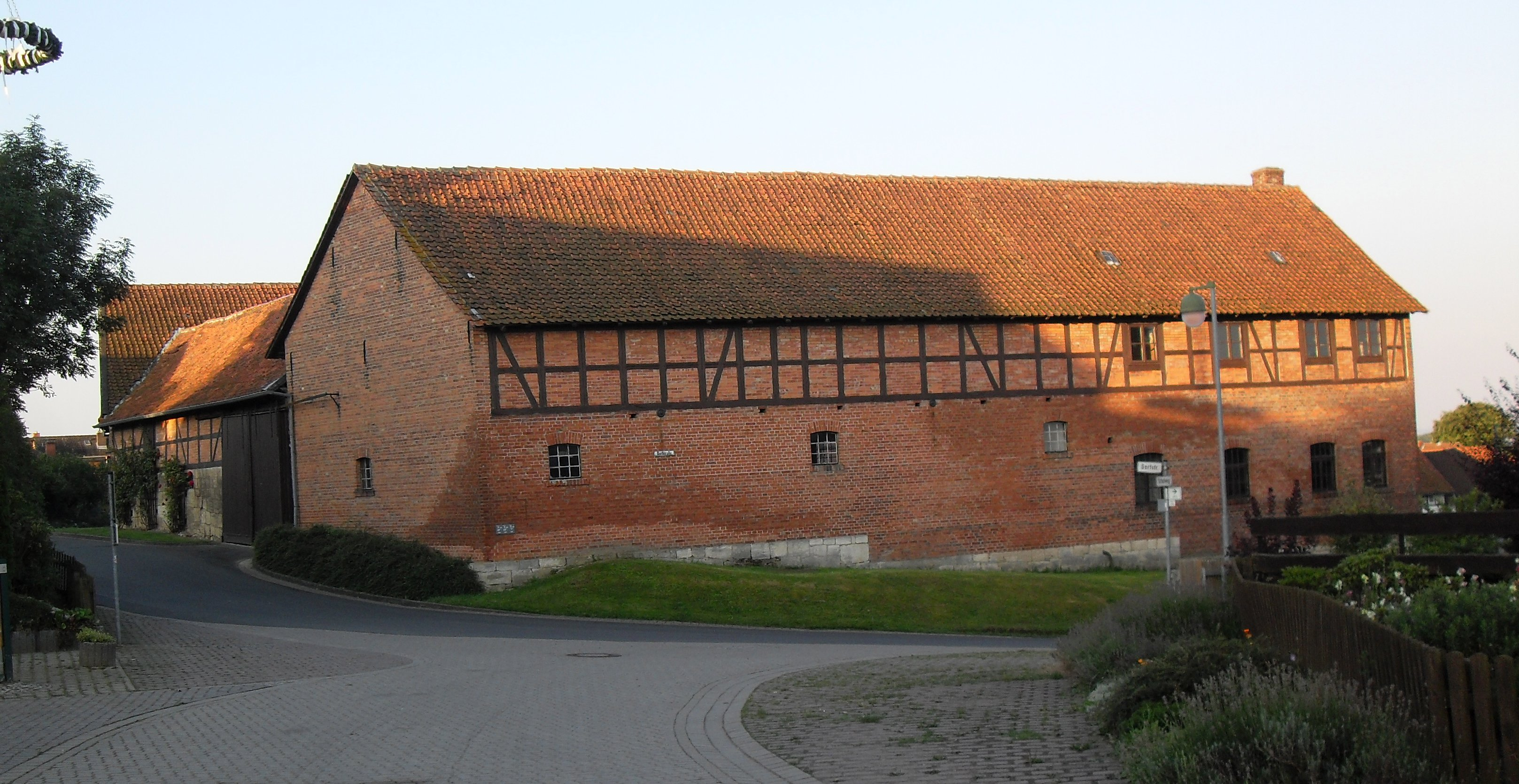
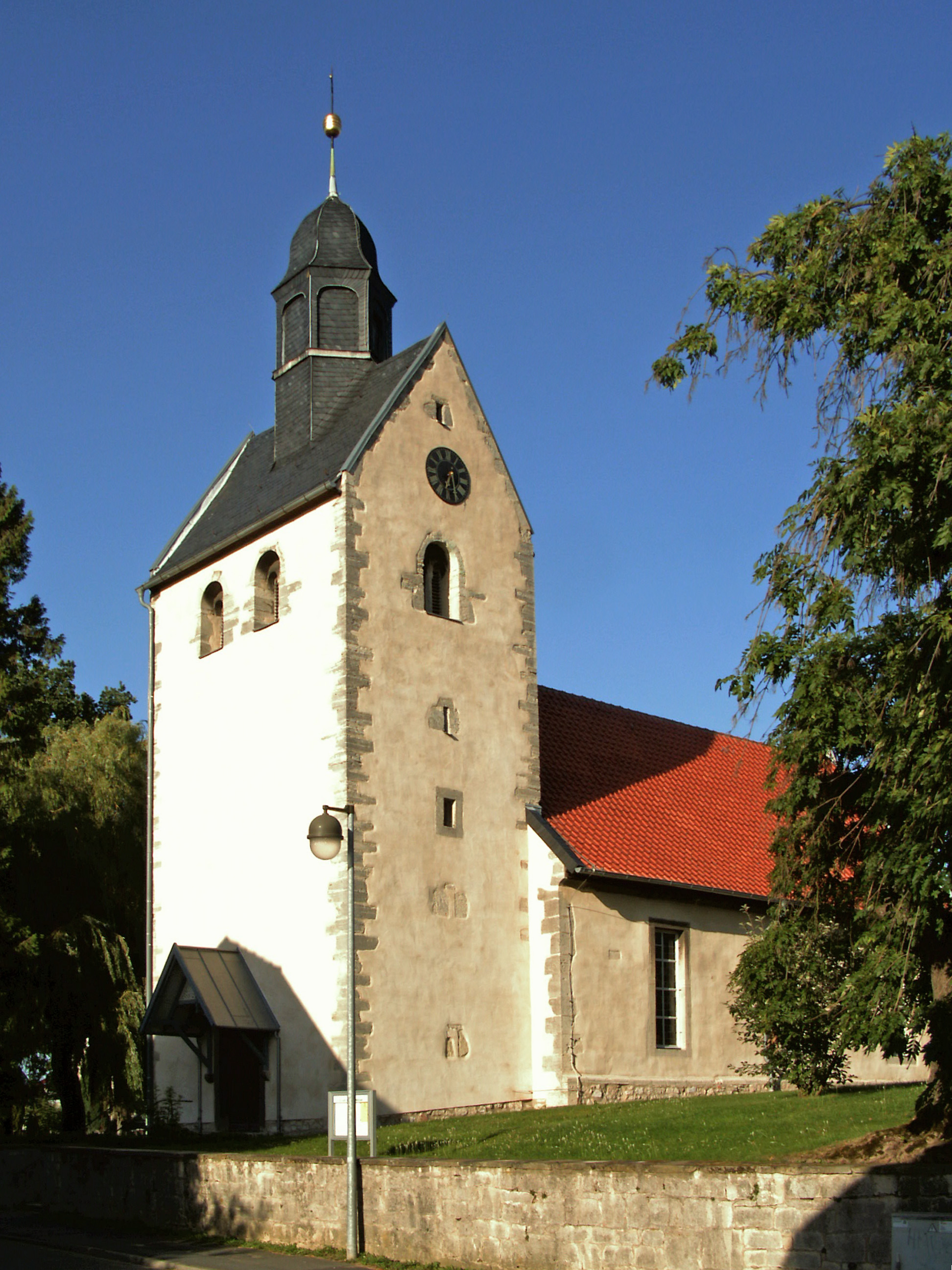
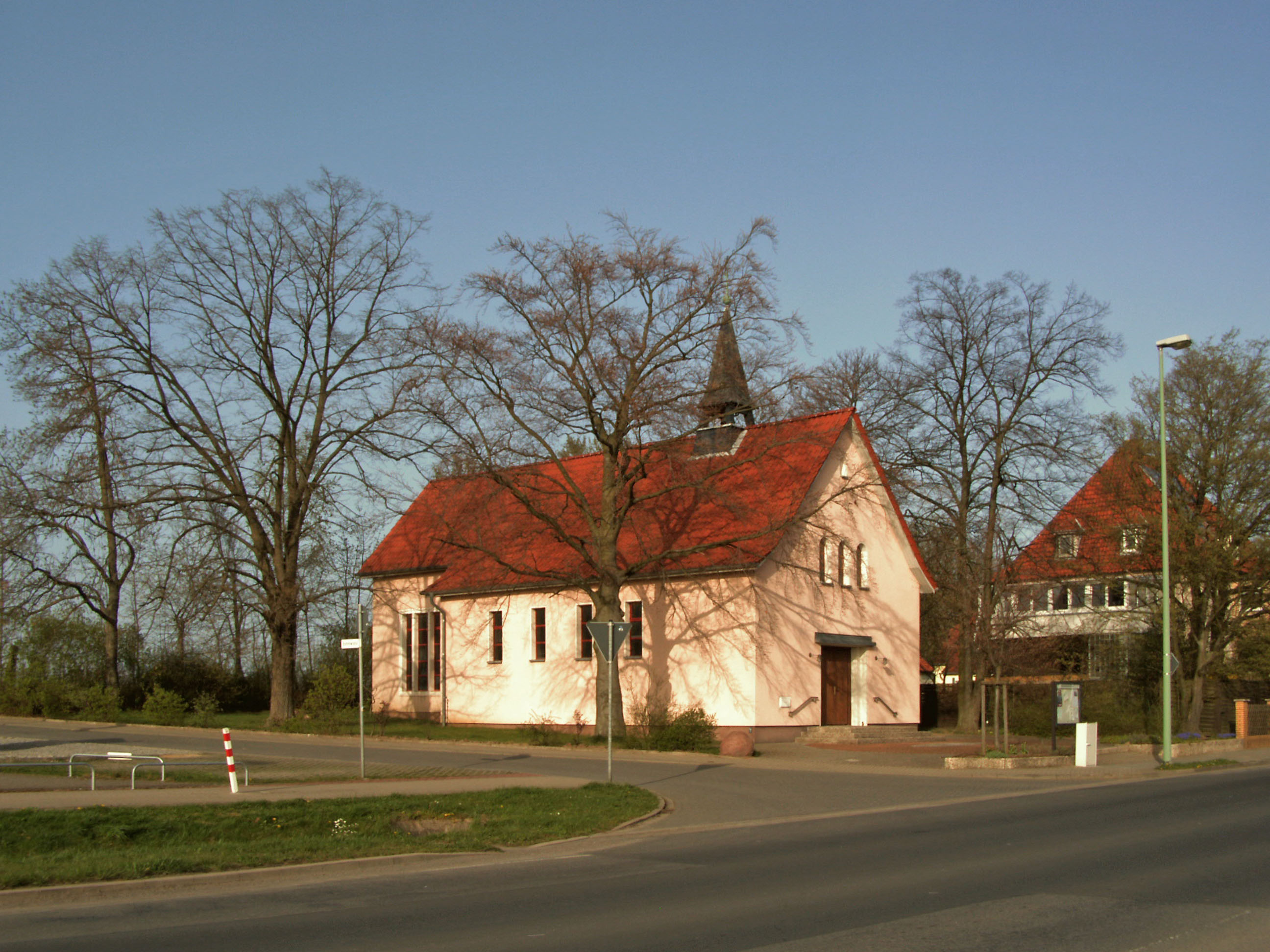
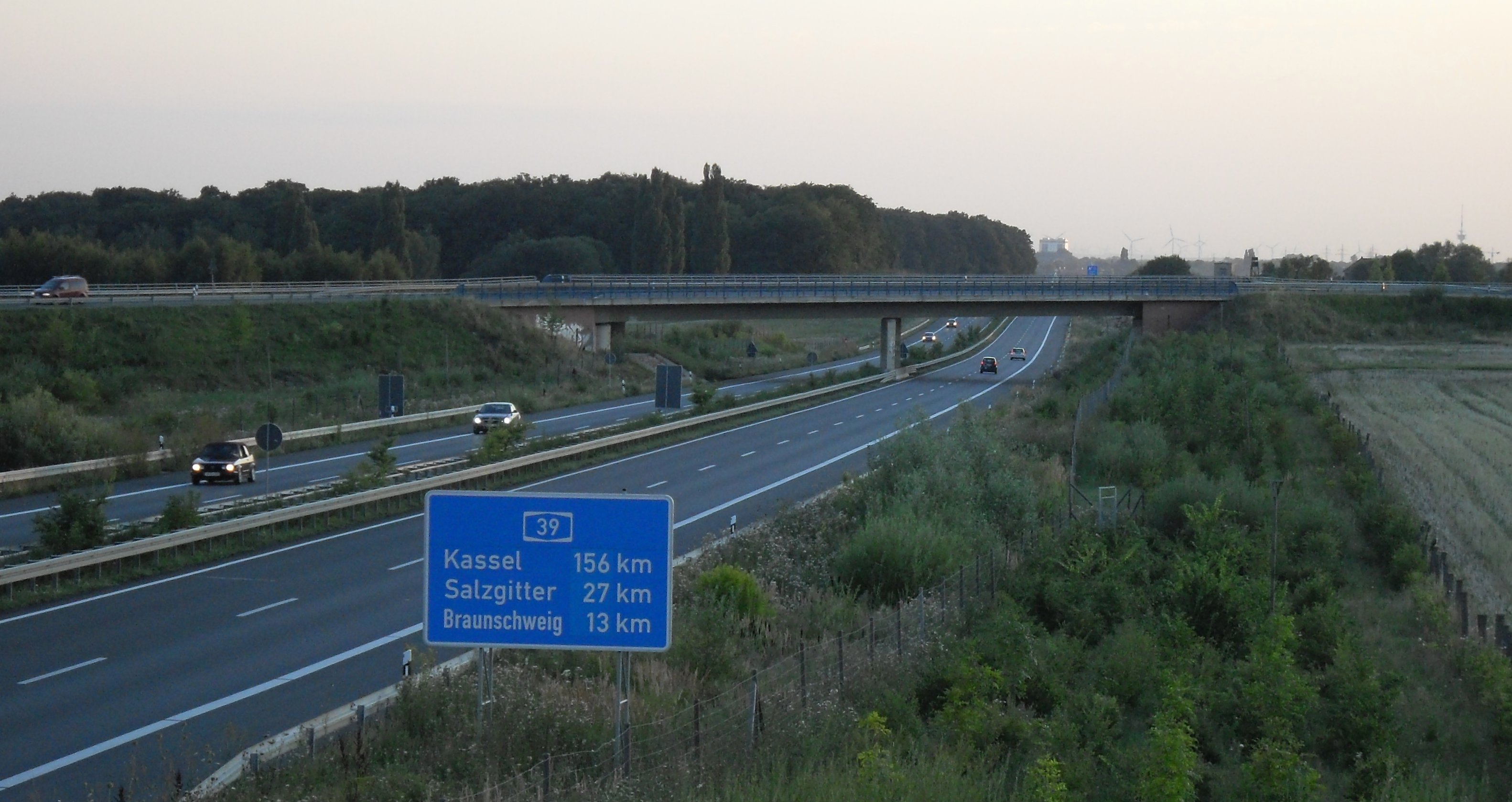